# 2003년 상하이 국제 영화제
제6회 상하이 국제 영화제는 2003년 6월 5일에 열린 시상식이다.

## 수상 및 후보

### 진주에상 작품상
- 라이프 쇼 - 후오지엔치 수상

### 진주에상 감독상
- 멀릿 - 데이빗 시저 수상

### 진주에상 여우주연상
- 라이프 쇼 - 도홍 수상

### 진주에상 각본상
- 동승 - 주경중 수상

### 진주에상 촬영상
- 라이프 쇼 - 후오지엔치 수상